# دولت کورتس
دولت کورتس (آلمانی: Bundesregierung Kurz) سی‌اُمین و سی‌وسومین دولت اتریش است. این دولت در ۱۸ دسامبر ۲۰۱۷ تا مه ۲۰۱۹ صدراعظمی اتریش را برعهده گرفت و جایگزین دولت کرن شد. به دنبال انتخابات سراسری اتریش (۲۰۱۷) زباستیان کورتس پس از ائتلافی که با جناح دست راستی حزب آزادی اتریش تشکیل داد، صدر اعظم اتریش شد. کابینه کورتس توسط الکساندر فن در بلن رئیس‌جمهور اتریش مورد تأیید قرار گرفت.
بدنبال انتشار خبر رسوایی سیاسی ایبیزا، کورتس پایان دولت خود را اعلام کرد و برای برگزاری یک انتخابات زودرس که انتظار می‌رود در سپتامبر ۲۰۱۹ برگزار شود فراخوان داد.
در ۲۷ مه ۲۰۱۹ پارلمان اتریش به دولت سباستین کورتس، صدراعظم این کشور، رای عدم اعتماد داد و او را که درگیر پرونده جنجالی فساد رسوایی ایبیزا در دولت ائتلافی اتریش شده بود از کار برکنار کرد. برکناری رسمی کابینه کورتس توسط رئیس‌جمهور الکساندر فن در بلن اجرا شد. کورتس در تاریخ ۲۲ مه ۲۰۱۹ هاینتس-کریستیان اشتراخه را برکنار و هارتویگ لوگر را جایگزین معاون صدراعظم کرد بعد از کناره‌گیری کورتس از صدراعظمی، الکساندر فان در بلن در تاریخ ۲۸ مه ۲۰۱۹ معاون کورتس، هارتویگ لوگر را به عنوان صدراعظم موقت کشور منصوب کرد و شش روز بعد در ۳ ژوئن ۲۰۱۹ وی را برکنار کرد و در تاریخ ۳ ژوئن ۲۰۱۹ تا برگزاری انتخابات بریگیته بیرلاین را به عنوان صدراعظم اتریش انتخاب کرد. در ۷ ژانویه ۲۰۲۰ کورتس پس از بریگیته بیرلاین بار دیگر صدراعظم اتریش شد، کورتس در تاریخ ۹ اکتبر ۲۰۲۱ به اتهام فساد مالی از صدراعظمی استعفا داد و الکساندر شالنبرگ را به جانشینی خود برگزید و در ۱۱ اکتبر ۲۰۲۱ دولت شالنبرگ توسط رئیس‌جمهور اتریش به رسمیت شناخته شد.

## ترکیب
| عکس         | نام                     | دفتر                                                  | شروع کار       |       | حزب                           |       |       |
| رهبری       | رهبری                   | رهبری                                                 | رهبری          | رهبری | رهبری                         | رهبری | رهبری |
| ----------- | ----------------------- | ----------------------------------------------------- | -------------- | ----- | ----------------------------- | ----- | ----- |
|             | زباستیان کورتس          | صدراعظم اتریش                                         | ۱۸ دسامبر۲۰۱۷  |       | حزب خلق اتریش                 |       |       |
|             | هاینتس-کریستیان اشتراخه | معاون صدر اعظم اتریش وزیر عمران و خدمات ورزشی اتریش   | ۱۸ دسامبر ۲۰۱۷ |       | حزب آزادی اتریش               |       |       |
| وزرای اتریش |                         |                                                       |                |       |                               |       |       |
|             | هارتویگ لوگر            | وزیر امور مالی                                        | ۱۸ دسامبر ۲۰۱۷ |       | مستقل (حزب خلق اتریش نامزد)   |       |       |
|             | هربرت کیکل              | وزیر امور داخلی                                       | ۱۸ دسامبر ۲۰۱۷ |       | حزب آزادی اتریش               |       |       |
|             | کارین کنیسل             | وزیر اروپا، ادغام و امور خارجه                        | ۱۸ دسامبر ۲۰۱۷ |       | مستقل (حزب آزادی اتریش نامزد) |       |       |
|             | جوزف موسر               | وزیر امور اساسی، اصلاحات، قوانین محرومیت و عدالت      | ۱۸ دسامبر ۲۰۱۷ |       | مستقل (حزب خلق اتریش نامزد)   |       |       |
|             | ماریو کوناسک            | وزیر دفاع                                             | ۱۸ دسامبر ۲۰۱۷ |       | حزب آزادی اتریش               |       |       |
|             | هاینتز هاسمن            | وزیر آموزش و پرورش، علم و تحقیقات                     | ۱۸ دسامبر ۲۰۱۷ |       | مستقل (حزب خلق اتریش نامزد)   |       |       |
|             | بیته هارتینگن- کلاین    | وزیر کار، امور اجتماعی، بهداشت و حمایت از مصرف‌کنندگان | ۱۸ دسامبر ۲۰۱۷ |       | حزب آزادی اتریش               |       |       |
|             | نوربرت هوفر             | وزیر حمل و نقل، نوآوری و فناوری                       | ۱۸ دسامبر ۲۰۱۷ |       | حزب آزادی اتریش               |       |       |
|             | الیزابت کاستنگر         | وزیر جهانگردی و پایداری                               | ۱۸ دسامبر ۲۰۱۷ |       | حزب خلق اتریش                 |       |       |
|             | مارگارت شرامبورک        | وزیر امور دیجیتالی و اقتصادی                          | ۸ ژانویه ۲۰۱۸  |       | حزب خلق اتریش                 |       |       |
|             | گرنوت بلامل             | وزیر نماینده اتحادیه اروپا، هنر، فرهنگ و رسانه‌ها      | ۱۸ دسامبر ۲۰۱۷ |       | حزب خلق اتریش                 |       |       |
|             | جولاین باگنر اشتراسه    | وزیر امور زنان، خانواده‌ها و جوانان                    | ۱۸ دسامبر ۲۰۱۷ |       | حزب خلق اتریش                 |       |       |
| وزرای خارجه |                         |                                                       |                |       |                               |       |       |
|             | هابرت فوخ               | وزارت امور خارجه در وزارت دارایی (اتریش)              | ۱۸ دسامبر ۲۰۱۷ |       | حزب آزادی اتریش               |       |       |
|             | کارولین استدلر          | وزیر امور خارجه در وزارت کشور (اتریش)                 | ۱۸ دسامبر ۲۰۱۷ |       | حزب خلق اتریش                 |       |       |